# Xtro 3: Watch the Skies
Xtro 3: Watch the Skies è un film del 1995 diretto da Harry Bromley Davenport.
Nonostante sia spacciato per il terzo film di una saga iniziata nel 1982 con Xtro - Attacco alla Terra, il film, come il precedente Il ritorno dell'alieno (1990), non ha nulla a che fare con il film originale.
Il regista ha affermato che si tratta del suo film preferito della serie.

## Trama
Un gruppo di Marines viene inviato su un'isola deserta per nascondere la prova dell'esistenza di alieni sul nostro pianeta. Ben presto scopriranno di non essere soli sull'isola, infatti su di essa si aggira un alieno molto pericoloso, unico sopravvissuto ad una serie di esperimenti scientifici condotti in passato.

## Produzione
Il film fu girato in trentasei giorni.